# Danheiser成环反应
Danheiser成环反应（Danheiser annulation），又称Danheiser TMS-环戊烯成环反应（Danheiser TMS-Cyclopentene annulation）
α,β-不饱和酮与三烃基硅基（如三甲基硅基、三异丙基硅基）丙二烯在路易斯酸存在下发生反应，生成三烃基硅基环戊烯。
α,β-不饱和醛太活泼，反应会生成大量副产物；而α,β-不饱和酯则太不活泼，反应速度慢，产率低；环状和开链的酮都可以用作反应底物。这个反应是同面反应，具有高度立体选择性。

## 反应机理
路易斯酸四氯化钛首先活化α,β-不饱和酮的羰基，得到烯丙位碳正离子中间体，然后被三烃基硅基丙二烯进攻得到乙烯基碳正离子中间体A；临近的硅原子可以稳定乙烯基碳正离子（中间体B），或者可以发生1,2-重排反应得到中间体C；接下来钛烯醇化物进攻中间体C的碳正离子就可以得到环戊烯。有时中间体A也会生成副产物D–F。